# Kyler Murray
Kyler Cole Murray (Bedford, Texas, Estados Unidos; 7 de agosto de 1997) es un jugador profesional de fútbol americano. Juega en la posición de quarterback y actualmente milita en los Arizona Cardinals de la National Football League (NFL).
Murray jugó a béisbol y football universitario en las universidades de Texas A&M y Oklahoma. En 2018 fue seleccionado en la novena posición del Draft de la MLB por los Oakland Athletics, pero optó por continuar su carrera en el fútbol americano. Ese mismo año fue galardonado con el Trofeo Heisman y se presentó al Draft de la NFL de 2019, en el que fue elegido en el primer puesto global por los Arizona Cardinals. Esto hace de Murray el único jugador drafteado en las primeras rondas de ambas ligas.

## Carrera

### Universidad

#### Estadísticas
| Negrita | Máximo de carrera |

| Año   | Equipo    | Partidos | Partidos | Pase    | Pase    | Pase    | Pase    | Pase    | Pase    | Pase    | Carrera | Carrera | Carrera | Carrera |
| Año   | Equipo    | PJ       | PT       | Cmp     | Att     | Pct     | Yards   | TD      | Int     | Rtg     | Att     | Yards   | Avg     | TD      |
| ----- | --------- | -------- | -------- | ------- | ------- | ------- | ------- | ------- | ------- | ------- | ------- | ------- | ------- | ------- |
| 2015  | Texas A&M |          |          | 72      | 121     | 59,5    | 686     | 5       | 7       | 109,2   | 53      | 335     | 6,3     | 1       |
| 2016  | Oklahoma  | No jugó  | No jugó  | No jugó | No jugó | No jugó | No jugó | No jugó | No jugó | No jugó | No jugó | No jugó | No jugó | No jugó |
| 2017  | Oklahoma  |          |          | 18      | 21      | 85,7    | 359     | 3       | 0       | 276,5   | 14      | 142     | 10,1    | 0       |
| 2018  | Oklahoma  |          |          | 260     | 377     | 69,0    | 4361    | 42      | 7       | 199,2   | 140     | 1001    | 7,2     | 12      |
| Total | Total     |          |          | 350     | 519     | 67,4    | 5406    | 50      | 14      | 181,3   | 207     | 1478    | 7,1     | 13      |

### NFL

#### Arizona Cardinals
Murray fue elegido en la primera posición global del Draft de 2019.

## Estadísticas
| Negrita | Máximo de carrera |

### Temporada regular
| Año   | Equipo | Partidos | Partidos | Partidos | Pase | Pase | Pase | Pase   | Pase | Pase | Pase  | Carrera | Carrera | Carrera | Carrera |
| Año   | Equipo | PJ       | PT       |          | Cmp  | Att  | Pct  | Yards  | TD   | Int  | Rtg   | Att     | Yards   | Avg     | TD      |
| ----- | ------ | -------- | -------- | -------- | ---- | ---- | ---- | ------ | ---- | ---- | ----- | ------- | ------- | ------- | ------- |
| 2019  | ARI    | 16       | 16       |          | 349  | 542  | 64,4 | 3722   | 20   | 12   | 87,4  | 93      | 544     | 5,9     | 4       |
| 2020  | ARI    | 16       | 16       |          | 375  | 558  | 67,2 | 3971   | 26   | 12   | 94,3  | 133     | 819     | 6,2     | 11      |
| 2021  | ARI    | 14       | 14       | 9-5      | 333  | 481  | 69,2 | 3787   | 24   | 10   | 100,6 | 88      | 423     | 4,8     | 5       |
| Total | Total  | 46       | 46       | 22-23-1  | 1057 | 1581 | 66,9 | 11.480 | 70   | 34   | 93,9  | 314     | 1786    | 5,7     | 20      |